# Todesfall Lorenz A.

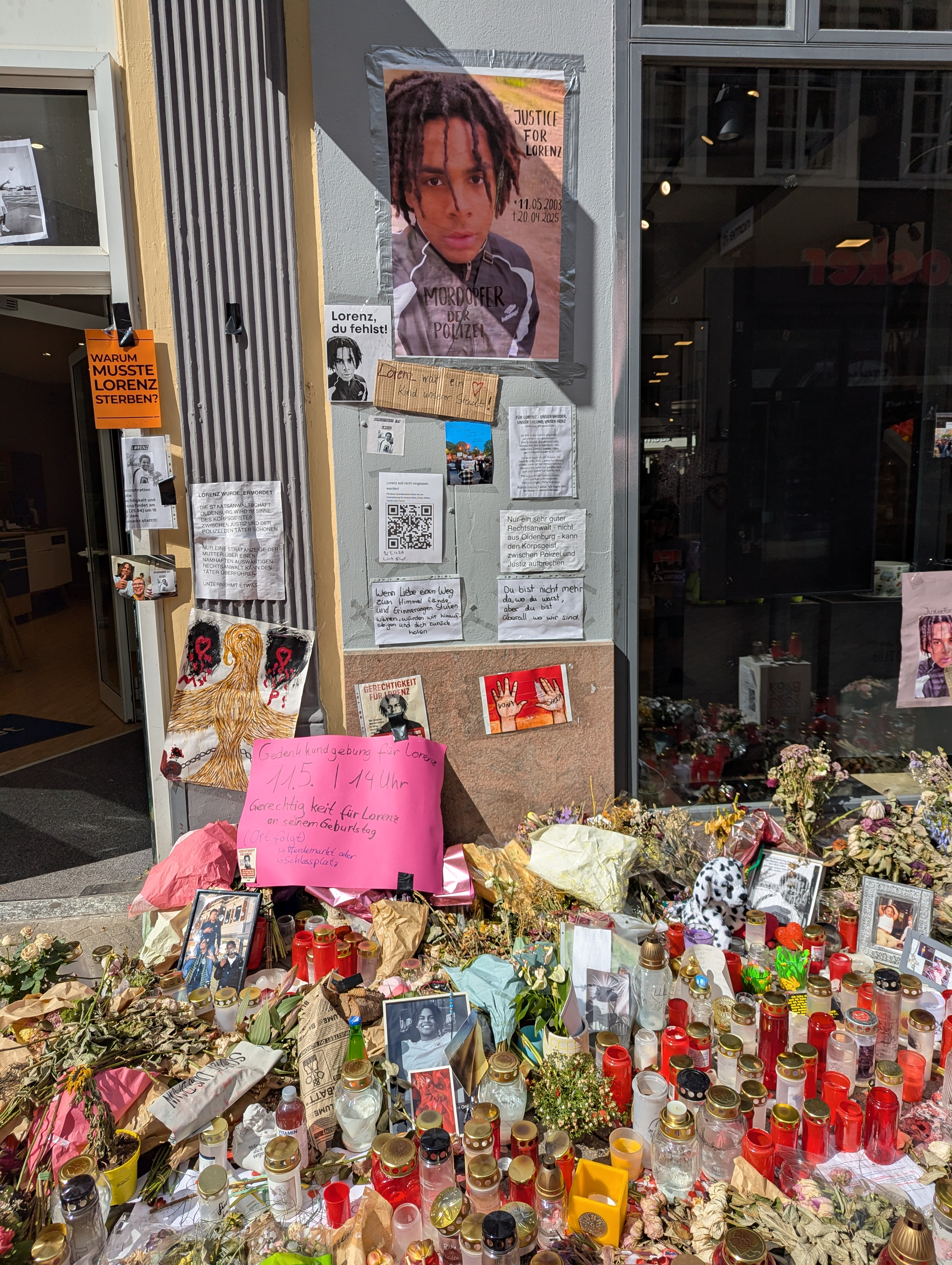
Gedenkort in der Oldenburger Innenstadt eine Woche nach dem tödlichem Vorfall mit Foto von Lorenz A.

Der Todesfall Lorenz A. ereignete sich in der Nacht zum 20. April 2025 in Oldenburg. Dabei wurde der afrodeutsche Lorenz A. nach einer Auseinandersetzung vor einer Diskothek bei einem späteren Zusammentreffen mit der Polizei von einem 27-jährigen Polizisten in der örtlichen Fußgängerzone erschossen. Der Tod löste insbesondere in Niedersachsen Proteste sowie den Vorwurf rassistischer Polizeigewalt aus.

## Leben
Lorenz A. (* 11. Mai 2003; † 20. April 2025) wuchs in Oldenburg auf und war deutscher Staatsbürger, sein Vater stammt aus Togo. Der Westdeutsche Rundfunk beschrieb ihn als „stadtbekannten Basketballspieler“, der „einen großen Freundes- und Bekanntenkreis“ hatte. Laut Spiegel war Lorenz A. „polizeibekannt“.

## Tod

### Verlauf
In der Nacht zu Ostersonntag 2025 wurde Lorenz A. Medienberichten zufolge gegen 02:30 Uhr in Oldenburg der Zutritt zur Diskothek „Pablo“ in der Mottenstraße verwehrt. Als Grund soll seine Jogginghose angegeben worden sein. Lorenz A. soll daraufhin ein Glas in Richtung der zwei Türsteher geworfen und Reizgas versprüht haben, wodurch fünf Personen leicht verletzt worden seien. Nach Angaben der Staatsanwaltschaft Oldenburg nahmen anschließend mehrere Anwesende die Verfolgung von A. und seinen Begleitern auf. Sie brachen sie ab, als Lorenz A. ihnen mit einem Messer drohte. Den Ermittlungen zufolge steckte er das Messer danach wieder ein. Allerdings wurde die zwischenzeitlich alarmierte Polizei über das Vorhandensein des Messers bei A. in Kenntnis gesetzt und erteilte ihren Beamten deshalb über Funk einen Hinweis auf Eigensicherung.
Nach dem Ende der Verfolgung traf Lorenz A. laut Staatsanwaltschaft in der Kurwickstraße auf eine Polizeistreife, vor der er in Richtung Achternstraße floh. Dort begegnete er der Staatsanwaltschaft zufolge einer weiteren Streife aus zwei Polizisten, wobei er auf diese „zu und an ihnen vorbei“ gelaufen sei und hierbei erneut Reizgas versprüht habe. Laut Aussage eines der Polizisten habe A. zudem in seiner Jacke gekramt, woraufhin beide ihre Dienstwaffen gezogen und A. aufgefordert hätten stehenzubleiben. Anschließend seien sowohl sein Kollege als auch A. zu Boden gegangen.
Gesichert ist, dass ein 27-jähriger Polizist gegen 02:40 Uhr fünf Schüsse auf A. abgab. Laut Obduktionsbericht trafen ihn die Schüsse von hinten an Kopf, Oberkörper und Hüfte, ein weiterer Schuss streifte ihn am Oberschenkel. Im Krankenhaus wurde in A.s Hosentasche ein Klappmesser mit einer Klingenlänge von sieben Zentimetern aufgefunden. Laut Staatsanwaltschaft gibt es jedoch keine Anhaltspunkte, dass er damit auch die eingesetzten Polizisten bedroht hat.
Lorenz A. verstarb noch in derselben Nacht an den Folgen der Schussverletzungen.

### Ermittlungen
Gegen den 27-jährigen Polizisten, der die fünf Schüsse auf Lorenz A. abgegeben hat, wurde ein Ermittlungsverfahren wegen des Verdachts des Totschlags eingeleitet. Er wurde zudem vorläufig vom Dienst freigestellt und sein Mobiltelefon beschlagnahmt. Aus Neutralitätsgründen wurden die Ermittlungen in dem Fall der Polizeiinspektion Delmenhorst/Oldenburg-Land/Wesermarsch zugewiesen. In ihrem Rahmen soll geprüft werden, ob eine Notwehrlage vorlag und ob die Schüsse durch diese zulässig waren.
Als Beweismittel werden der polizeiliche Funkverkehr, Überwachungskameras, Zeugenaussagen sowie das beschlagnahmte Handy des Polizisten geprüft. Ermittler haben ein rund 20-sekündiges Video zusammengestellt, das die Ereignisse aus unterschiedlichen Perspektiven zeigt und aus Bildern von Überwachungskameras stammt. Die Aussagekraft des Videos gilt aufgrund schlechter Qualität und Sichtverhältnisse jedoch als stark eingeschränkt. Die Staatsanwaltschaft Oldenburg spricht von „schemenhaften Aufnahmen“. Eine „vollständige Rekonstruktion der Geschehnisse allein auf Grundlage der Videoaufzeichnungen“ sei nicht zu erwarten.
Zudem wurde ein Schmauchspuren-Gutachten erstellt, das anhand von Partikeln an der Kleidung von Lorenz A. Auskunft über den Abstand während der Schüsse geben soll. Auch eine digitalisierte 3D-Rekonstruktion des Tatorts durch das LKA Niedersachsen ist Teil der Ermittlungen. Laut Staatsanwaltschaft waren die Bodycams der beteiligten Polizisten nicht eingeschaltet und können somit nicht als Beweismittel herangezogen werden. Ob Polizeibeamte ihre Bodycam einschalten, liegt nach aktueller Gesetzeslage in ihrem persönlichen Ermessen. Eine Pflicht hierzu besteht nicht.

#### Kritik
Thomas Feltes, der juristische Vertreter der Mutter von Lorenz A., kritisierte die Nähe der Polizeiinspektion Delmenhorst/Oldenburg-Land/Wesermarsch. Er wies darauf hin, dass im dortigen Polizeigewahrsam 2021 der unaufgeklärte Tod von Qosay Khalaf stattgefunden habe. Er lobte jedoch den transparenten Umgang mit den Obduktionsergebnissen.

## Proteste und Gedenken
Zum Gedenken an Lorenz A. wurde ein provisorischer Gedenkort in der Oldenburger Innenstadt eingerichtet.
Der Sprecher der Initiative Gerechtigkeit für Lorenz erklärte, es sei für die Initiative schwer nachvollziehbar, dass die Schüsse von hinten abgefeuert wurden. Sie verwies auf ähnliche Fälle tödlicher Polizeigewalt gegen Schwarze und forderte eine lückenlose Aufklärung. Auch A.s Freunde machen der Polizei schwere Vorwürfe. Mehrere Initiativen unterzeichneten einen Demonstrationsaufruf für den 25. April 2025, in dem von strukturellem Rassismus in der Polizei die Rede ist.
Die Kundgebung hatte nach Polizeischätzungen zwischen 8.000 und 10.000 Teilnehmer. Auch in Hannover und Braunschweig waren Demonstrationen und Kundgebungen angemeldet. Im Vorfeld hatte Oldenburgs Oberbürgermeister Jürgen Krogmann zur Besonnenheit aufgerufen. Dieser gab an, dass er die Debatte innerhalb der sozialen Medien als sehr polarisiert wahrnehme, da dort die „extremen politischen Ränder“ die Tötung Lorenz A.s entweder als rassistisch motiviert verurteilen oder verständnisvoll loben würden. Krogmann nahm danach nicht an der Demonstration in Oldenburg teil. Die Initiative Gerechtigkeit für Lorenz kritisierte Krogmanns Abwesenheit sowie seine im Vorfeld getätigten Aussagen. Dadurch, dass er Hinweise auf strukturellen Rassismus in Verbindung mit extremen politischen Rändern bringe, negiere Krogmann die alltäglichen Erfahrungen von Menschen, die von Rassismus betroffen sind.
In der Nacht nach den Protesten in Oldenburg wurden zwei Brandsätze auf eine Kneipe, die dem Betreiber des „Pablo“ gehört, sowie auf einen davor parkendem Pkw geworfen. Die Täter waren offenbar fälschlicherweise davon ausgegangen, dass das Fahrzeug Eigentum des Betreibers sei. Tatsächliche Eigentümerin war jedoch eine Oldenburgerin, die ebenfalls an den Protesten in Gedanken an Lorenz A. teilgenommen hatte. An dem Fahrzeug entstand Totalschaden. In der Nacht kam es im Oldenburger Stadtgebiet zudem zu zwölf weiteren kleineren Bränden.